# Youthquake
Youthquake es el segundo álbum de estudio del grupo británico Dead or Alive, publicado en mayo de 1985. El álbum fue un gran éxito comercial tanto en Europa como en Estados Unidos debido al sencillo You Spin Me Round (Like a Record), que fue número 1 en el Reino Unido y alcanzó un Top 20 en Estados Unidos. Otros sencillos incluidos en el álbum fueron: Lover Come Back to Me, In Too Deep y My Heart Goes Bang (Get Me to the Doctor). Esta fue la primera colaboración de Dead or Alive con el equipo de producción Stock, Aitken & Waterman. Youthquake fue relanzado en el Reino Unido como disco compacto en 1994, con las dos pistas adicionales que fueron incluidas previamente en las versiones originales del álbum en CD y casete.
Las reediciones recientes estadounidenses y japonesas han vuelto a la lista de canciones del vinilo original.
El álbum alcanzó el puesto 9 en el Reino Unido y fue certificado de Oro por la BPI por más de 100 000 copias vendidas. También alcanzó el puesto 31 en los EE. UU. y fue certificado de Oro por la RIAA por vender más de 500 000 copias.
La imagen de portada del álbum fue tomada por el fotógrafo de moda Mario Testino.

## Lista de canciones
Todas las canciones escritas y compuestas por Dead or Alive. 
| LP Original 1985 |                                             |          |  |
| N.º              | Título                                      | Duración |  |
| 1.               | «You Spin Me Round (Like a Record)»         | 3:20     |  |
| 2.               | «I Wanna Be a Toy»                          | 3:57     |  |
| 3.               | «D.J. Hit That Button»                      | 3:27     |  |
| 4.               | «In Too Deep»                               | 4:09     |  |
| 5.               | «Big Daddy of the Rhythm»                   | 3:24     |  |
| 6.               | «Cake and Eat It»                           | 4:41     |  |
| 7.               | «Lover Come Back to Me»                     | 3:07     |  |
| 8.               | «My Heart Goes Bang (Get Me to the Doctor)» | 3:10     |  |
| 9.               | «It's Been a Long Time»                     | 8:02     |  |

## Rendimiento en las listas
| Lista (1985)                   | Posición |
| ------------------------------ | -------- |
| Australia (Kent Music Report)  | 17       |
| Canadian RPM Top Albums/CDs    | 8        |
| Dutch Music Charts             | 37       |
| Media Control Charts           | 14       |
| New Zealand RIANZ Albums Chart | 43       |
| Oricon Japanese Albums Chart   | 31       |
| Swedish Albums Chart           | 29       |
| Swiss Music Charts             | 10       |
| UK Albums Chart                | 9        |
| U.S. Billboard 200             | 31       |